# 高木由一
高木 由一（たかぎ よしかず、1949年3月13日 - ）は、神奈川県出身の元プロ野球選手（外野手、一塁手）・コーチ・監督、野球解説者。
本名は高木 好一。1977年から1982年までの登録名は高木 嘉一（いずれも読みは同じ）。
愛称は沖山光利がつけた「とっつぁん（略して「とつ」とも呼ばれる）」。
プロ野球界では珍しい地方公務員出身である。

## 経歴

### プロ入り前
早逝した次姉を含め女の子が3人続いた後に生まれ、尼僧から「女系の血だから男の子が育ちにくい。名前に『女』の字を入れたほうがいい」と助言を受けた両親に「好一」と命名される。実家は繊維工場を営んでおり、両親は仕事で忙しく、自身は放任されて育つ。
入学した渕野辺高には当初野球部が無く、2年次の1966年に自身が校内で参加者を募り野球部を創設したが、部員は10人ほどしか集まらず監督もいないチームであった。自身はエースで主砲を務め、公式戦に出場したのは、3年次の1967年夏の1試合のみであった。横浜公園平和球場で戸塚高と対戦し、0-5の完封負けに終わる。
高校で野球を辞めるつもりであったが、相模原市役所の関係者に「試験を受けて、ウチの野球部に入らないか?」と誘われ、公務員試験に合格。卒業後の1968年から税務収納課に勤務する傍ら、硬式野球部に入部する。3年目の1970年に投手兼外野手として出場した第20回産業対抗の官業公社部門で優勝して本大会に進む。1回戦で丸善石油と対戦、4回に相手エース久玉清人からバックスクリーンに3点本塁打を放つも、試合は5－11で敗れた。
1971年11月に、野球部の後輩と共に冷やかしで参加した川崎球場での入団テストで偶然調子が良く合格してしまい、1か月悩んだ後に断りの電話を入れるも、入団テストを見ていた青田昇ヘッドコーチから「この打撃力で市役所勤めはもったいない」と改めて高木に呼びかけがあった。最終的には父親の「せっかく戦争のない世の中になったんだ、人生、いくらでも取り返しがつく、やり直しが効くのが若い奴の特権だ。2～3年兵役にいくつもりで行きたいんなら行って来い、プロ野球へ」という言葉で入団を決意し、同年のドラフト外で大洋ホエールズに入団。背番号は「81」、契約金はゼロであった。

### プロ入り後
1972年は終盤に一軍昇格を果たし、9月2日の中日戦（川崎）に1番打者、左翼手でプロ初出場を飾ると、初打席で稲葉光雄から二塁打を放った。オフに背番号が「35」に変更される。プロ1年目は高木が現役時代の最も苦しかった経験として挙げている。公務員勤めからドラフト外で入団した高木は、アマチュアで本格的に野球に取り組んできた選手とは明らかにスタートラインが異なっていたため、1年間1日も休まずにバットを振り続けるなど猛練習に励んだことで手応えを掴んでいたが、首脳陣になかなか認めて貰えず、ドラフト指名で契約金を貰って入団した選手から優先的にチャンスが与えられていたことに悔しい思いをしたという。また、私生活では交際相手の女性と結婚した。
1973年には一軍出場ゼロに終わり、オフに戦力外になりかかったが、高木の才能を見込んだ同僚のクリート・ボイヤーが球団に掛け合い、残留する事になる。この件もあり、高木はボイヤーを恩人として慕っている。同年オフには一軍打撃コーチの沖山光利から1年目の長崎慶一と共に呼び出され、毎日3人でひたすら練習に取り組み、1日1000回はバットを振った。
1974年は2年ぶりに一軍出場を果たすも、僅か2試合で2打席の出場に留まり、無安打に終わった。オフに背番号が「63」に変更される。また、私生活では夫人との間に長女が誕生した。
1975年には3年ぶりの安打を放つも12試合の出場に留まり、現役を引退して別の仕事を探すことも考えたが、夫人の「家族のために夢をあきらめないで」という言葉で思い止まる。
1976年、この年から一軍での出場機会が増える。5月12日のヤクルト戦（神宮）では、渡辺孝博からプロ初本塁打を放つ。最終的には94試合に出場（うち41試合に先発出場）し、打率.279、7本塁打の成績を残した。オフに退団が決まったボイヤーから背番号「6」を継承した。
1977年には「勝負事に『女』の字が入るのはそぐわない」との理由から母親に改名を勧められ、登録名を高木嘉一に変更する。同年から監督に復帰した別当薫からはリストとバッドヘッドの使い方を指導され、その途端に打撃が上向き、一軍昇格へのきっかけとなった。別当の多くを語らずとも的確なワンポイントアドバイスを送る指導は「型にははめず、選手の才能を生かす」という、高木の現在の指導法にも息づいている。外野手のレギュラーであった江尻亮が頭部に死球を受け戦線離脱したのを機にレギュラーを奪うと、主に3番打者として自身初の規定打席に到達。打率.323（リーグ9位）、20本塁打、73打点の好成績を残し、オールスター初出場を果たした。この年以降からチームの中核となる。また、私生活では次女が誕生している。
1978年はリーグ5位となる打率.326、23本塁打、80打点、出塁率.401でキャリアハイの成績を残し、2年連続でオールスターに出場した。
1980年は主将を任され、主に4番打者として活躍。9試合連続打点を記録するなど持ち前の勝負強さを発揮し、自己最多の128試合に出場。打率.283、12本塁打、56打点の成績を残した。
1981年は115試合出場で規定打席に到達し、打率.270、9本塁打、50打点を記録した。外野守備でも自己最多の12補殺を達成し、チームに貢献している。
1982年には2年ぶりに2桁本塁打を記録するが、同年を境に外国人選手の加入などで控えに回る機会が増え、代打の切り札、または準レギュラーとして起用されるようになる。
1983年には手首など立て続けの故障に悩まされていたことから、登録名を高木由一に変更する。シーズンでは規定打席到達未満ながら打率.369、6本塁打、出塁率.434の好成績を残す。
1984年には3年ぶりに100試合以上に出場し、規定打席には届かなかったが、打率.273、6本塁打、出塁率.362を記録した。
1985年は93試合に出場し、規定打席未満ながら打率.299、出塁率.387を記録。6月4日の広島戦（横浜）で、通算1000試合出場を達成する。また、8月15日の中日戦（ナゴヤ）で鹿島忠から通算100本塁打を放った。
1987年、チームの若返りの方針により、シーズン途中の6月という異例の時期に現役を引退。同時に二軍打撃コーチ補佐に就任する。6月18日の巨人戦（横浜）が引退試合となり、代打で出場すると、西本聖から安打を放って有終の美を飾った。

### 引退後
引退後は大洋で二軍打撃コーチ（1988年 - 1992年）、横浜で一軍打撃コーチ（1993年 - 1999年, 2001年, 2003年）・一軍野手チーフ兼打撃コーチ（2000年）、横浜二軍「湘南シーレックス」で総合コーチ（2002年）・育成特別コーチ（2004年 - 2006年）・打撃兼育成コーチ（2007年）・チーフコーチ（2008年）・チーフ兼打撃コーチ（2009年）を務めた。一軍打撃コーチ時代の1996年オフに『繋ぐ野球』を提言したことから、1998年にチームが38年ぶりの優勝・日本一をした時には『マシンガン打線の生みの親』と称された。在任中は鈴木尚典（1997年 - 1998年）、ロバート・ローズ（1999年）、金城龍彦（2000年）と4年連続で球団から首位打者を輩出。高木は鈴木をコーチ時代の最も思い出に残る選手として挙げており、一軍で結果が残せずにいた当時若手の鈴木をオフの期間自宅に招き、付きっきりで素振りを見守っていた。親身になりともに打撃フォームを作り上げた 。その後も、二人三脚での練習は続き、鈴木はレギュラーに定着。2年連続首位打者を獲得するなど球界屈指の打者に成長している。タイロン・ウッズは2003年開幕すると高木の助言を取り入れウッズは猛打を発揮し40本塁打で本塁打王を獲得した。
湘南コーチ時代の2009年には一軍の監督大矢明彦が5月18日限りで休養となり、湘南の監督田代富雄が一軍監督代行に昇格したことに伴い、湘南監督代行に就任し、シーズン終了後まで務めた。入団から38年間、1度も球団や現場から離れることなく、在籍し続けた。
2010年からは球団フロントに異動し、ベイスターズに所属しながら友好球団である中国野球リーグ・天津ライオンズ監督（総教練）として派遣され、1年間指揮を執った。2011年は8年ぶりに横浜の一軍打撃コーチに復帰し、DeNAに身売り後は二軍打撃コーチ（2012年）・二軍チーフ打撃コーチ（2013年）を務め、2013年10月1日付けで中根仁と共にコーチ契約を結ばないことが通達された。
退団後はJR東日本臨時打撃コーチを務め、2015年には、母校である麻布大附高野球部での数回にわたる指導を行った。
2022年からは本数契約として、tvkの野球解説者としても活動している。

## 選手としての特徴・人物
ミート力が高く“職人芸”と称される広角に打ち分ける技術と勝負強さを兼ね備える好打者。グリップを下げて間をつくり、ヘッドを遅らせながら体に巻き付くようなスイングが特徴。全盛期はクリーンナップ、晩年は代打の切り札としてチームを支えた。また、外野守備も巧みで安定感があった。
いたずら好きであり、現役時代は先輩の辻恭彦らによく仕掛けていたという。

## 詳細情報

### 年度別打撃成績
| 年 度      | 球 団      | 試 合 | 打 席 | 打 数 | 得 点 | 安 打 | 二 塁 打 | 三 塁 打 | 本 塁 打 | 塁 打 | 打 点 | 盗 塁 | 盗 塁 死 | 犠 打 | 犠 飛 | 四 球 | 敬 遠 | 死 球 | 三 振 | 併 殺 打 | 打 率 | 出 塁 率 | 長 打 率 | O P S |
| ---------- | ---------- | ----- | ----- | ----- | ----- | ----- | -------- | -------- | -------- | ----- | ----- | ----- | -------- | ----- | ----- | ----- | ----- | ----- | ----- | -------- | ----- | -------- | -------- | ----- |
| 1972       | 大洋       | 7     | 13    | 13    | 1     | 1     | 1        | 0        | 0        | 2     | 0     | 0     | 0        | 0     | 0     | 0     | 0     | 0     | 6     | 0        | .077  | .077     | .154     | .231  |
| 1974       | 大洋       | 2     | 2     | 2     | 0     | 0     | 0        | 0        | 0        | 0     | 0     | 0     | 0        | 0     | 0     | 0     | 0     | 0     | 1     | 0        | .000  | .000     | .000     | .000  |
| 1975       | 大洋       | 12    | 25    | 22    | 1     | 6     | 4        | 0        | 0        | 10    | 1     | 0     | 1        | 0     | 0     | 2     | 0     | 1     | 6     | 0        | .273  | .360     | .455     | .815  |
| 1976       | 大洋       | 94    | 215   | 201   | 25    | 56    | 13       | 0        | 7        | 90    | 24    | 3     | 1        | 1     | 1     | 11    | 1     | 1     | 40    | 6        | .279  | .318     | .448     | .766  |
| 1977       | 大洋       | 125   | 484   | 433   | 68    | 140   | 28       | 0        | 20       | 228   | 73    | 3     | 3        | 4     | 0     | 45    | 1     | 2     | 68    | 6        | .323  | .390     | .527     | .916  |
| 1978       | 大洋       | 126   | 518   | 451   | 78    | 147   | 30       | 2        | 23       | 250   | 80    | 2     | 4        | 4     | 4     | 56    | 1     | 3     | 58    | 10       | .326  | .401     | .554     | .955  |
| 1979       | 大洋       | 89    | 308   | 274   | 32    | 77    | 12       | 2        | 6        | 111   | 40    | 1     | 1        | 2     | 1     | 30    | 1     | 1     | 56    | 5        | .281  | .353     | .405     | .758  |
| 1980       | 大洋       | 128   | 517   | 460   | 62    | 130   | 24       | 3        | 12       | 196   | 56    | 5     | 6        | 3     | 5     | 47    | 2     | 2     | 88    | 12       | .283  | .348     | .426     | .774  |
| 1981       | 大洋       | 115   | 432   | 382   | 44    | 103   | 17       | 1        | 9        | 149   | 50    | 7     | 8        | 2     | 1     | 43    | 3     | 4     | 69    | 4        | .270  | .349     | .390     | .739  |
| 1982       | 大洋       | 92    | 326   | 289   | 33    | 82    | 12       | 6        | 10       | 136   | 35    | 0     | 4        | 4     | 1     | 30    | 1     | 2     | 45    | 4        | .284  | .354     | .471     | .825  |
| 1983       | 大洋       | 78    | 221   | 195   | 25    | 72    | 13       | 0        | 6        | 103   | 36    | 1     | 2        | 0     | 2     | 24    | 1     | 0     | 21    | 5        | .369  | .434     | .528     | .963  |
| 1984       | 大洋       | 100   | 309   | 271   | 26    | 74    | 11       | 1        | 6        | 105   | 35    | 0     | 1        | 0     | 0     | 37    | 8     | 1     | 40    | 14       | .273  | .362     | .387     | .750  |
| 1985       | 大洋       | 93    | 168   | 147   | 12    | 44    | 7        | 1        | 3        | 62    | 17    | 1     | 1        | 0     | 0     | 20    | 3     | 1     | 33    | 5        | .299  | .387     | .422     | .809  |
| 1986       | 大洋       | 69    | 102   | 91    | 3     | 22    | 6        | 0        | 0        | 28    | 14    | 1     | 0        | 0     | 1     | 10    | 3     | 0     | 15    | 3        | .242  | .314     | .308     | .621  |
| 1987       | 大洋       | 17    | 16    | 16    | 0     | 3     | 0        | 0        | 0        | 3     | 2     | 0     | 0        | 0     | 0     | 0     | 0     | 0     | 4     | 1        | .188  | .188     | .188     | .375  |
| 通算：15年 | 通算：15年 | 1147  | 3656  | 3247  | 410   | 957   | 178      | 16       | 102      | 1473  | 463   | 24    | 32       | 20    | 16    | 355   | 25    | 18    | 550   | 75       | .295  | .366     | .454     | .820  |

### 記録
初記録
- 初出場・初先発出場：1972年9月2日、対中日ドラゴンズ22回戦（川崎球場）、1番・左翼手として先発出場
- 初打席・初安打：同上、1回裏に稲葉光雄から右中間二塁打
- 初打点：1975年8月16日、対読売ジャイアンツ18回戦（後楽園球場）、9回表に小川邦和から右前適時打
- 初本塁打：1976年5月12日、対ヤクルトスワローズ7回戦（明治神宮野球場）、5回表に渡辺孝博からソロ

節目の記録
- 1000試合出場：1985年6月4日、対広島東洋カープ10回戦（横浜スタジアム）、7回裏に欠端光則の代打として出場 ※史上254人目
- 100本塁打：1985年8月15日、対中日ドラゴンズ16回戦（ナゴヤ球場）、6回表に鹿島忠から左越ソロ ※史上140人目

その他の記録
- オールスターゲーム出場：2回 （1977年、1978年）

### 背番号
- 81 （1972年）
- 35 （1973年 - 1974年）
- 63 （1975年 - 1976年）
- 6 （1977年 - 1987年）
- 99 （1988年 - 1992年）[20]
- 78 （1993年 - 2009年、2011年 - 2013年）

### 登録名
- 高木 好一 （たかぎ よしかず、1972年 - 1976年）
- 高木 嘉一 （たかぎ よしかず、1977年 - 1982年）
- 高木 由一 （たかぎ よしかず、1983年 - 2013年）